# 짐바브웨의 국장

짐바브웨의 국장

짐바브웨의 국장은 1981년 9월 21일에 제정되었다.
국장 가운데에는 두 개의 작은 공간으로 나뉜 방패가 그려져 있다. 방패 상단에는 하얀색과 파란색 두 가지 색으로 구성된 열네 개의 물결 무늬가 그려져 있으며 방패 하단에는 초록색 바탕에 그레이트 짐바브웨가 그려져 있다. 물결 무늬는 물을, 초록색은 짐바브웨의 풍부한 흙과 물을 의미하며 그레이트 짐바브웨는 짐바브웨의 역사적인 유적지이다.
방패 위쪽에는 짐바브웨 새가 그려져 있으며 짐바브웨 새 뒤쪽에는 붉은색 별이 그려져 있다. 붉은색 별은 미래의 희망을 의미하며 짐바브웨 새는 짐바브웨의 상징이다. 방패 뒤쪽에는 엇갈린 채로 놓인 괭이와 소총이 그려져 있다. 괭이와 소총은 전쟁에서 평화로의 이행을 의미한다.
방패 양쪽에는 두 마리의 쿠두가 그려져 있으며 방패 아래쪽에는 짐바브웨의 대표적인 생산물인 목화, 밀, 옥수수가 그려져 있다. 쿠두는 짐바브웨의 서로 다른 민족의 단결을 의미한다. 국장 아래쪽에 있는 리본에는 짐바브웨의 나라 표어인 "통일, 자유, 노동"("Unity, Freedom, Work")이 영어로 쓰여 있다.

## 역대 짐바브웨의 국장

남로디지아, 로디지아의 문장
로디지아 니아살랜드 연방의 문장